# Гардівілл (Південна Кароліна)
Гардівілл (англ. Hardeeville) — місто (англ. city) в США, в округах Бофорт і Джеспер штату Південна Кароліна. Населення — 7473 особи (2020).

## Географія
Гардівілл розташований за координатами 32°17′40″ пн. ш. 81°2′28″ зх. д. / 32.29444° пн. ш. 81.04111° зх. д. (32.294509, -81.041018).  За даними Бюро перепису населення США в 2010 році місто мало площу 117,25 км², з яких 116,97 км² — суходіл та 0,28 км² — водойми. В 2017 році площа становила 144,02 км², з яких 143,74 км² — суходіл та 0,28 км² — водойми.

## Демографія
Згідно з переписом 2010 року, у місті мешкали 2952 особи в 1068 домогосподарствах у складі 693 родин. Густота населення становила 25 осіб/км².  Було 1292 помешкання (11/км²).
Расовий склад населення:
| - 43,7 % — білих - 34,7 % — чорних або афроамериканців - 2,0 % — азіатів - 0,8 % — корінних американців - 16,1 % — осіб інших рас |

До двох чи більше рас належало 2,7 %. Частка іспаномовних становила 28,4 % від усіх жителів.
За віковим діапазоном населення розподілялося таким чином: 25,4 % — особи молодші 18 років, 66,7 % — особи у віці 18—64 років, 7,9 % — особи у віці 65 років та старші. Медіана віку мешканця становила 29,3 року. На 100 осіб жіночої статі у місті припадало 107,2 чоловіків;  на 100 жінок у віці від 18 років та старших — 104,0 чоловіків також старших 18 років.
Середній дохід на одне домашнє господарство  становив 55 478 доларів США (медіана — 41 440), а середній дохід на одну сім'ю — 65 430 доларів (медіана — 44 554). Медіана доходів становила 30 556 доларів для чоловіків та 36 150 доларів для жінок. За межею бідності перебувало 24,2 % осіб, у тому числі 51,1 % дітей у віці до 18 років та 3,4 % осіб у віці 65 років та старших.
Цивільне працевлаштоване населення становило 1951 особа. Основні галузі зайнятості: мистецтво, розваги та відпочинок — 25,1 %, роздрібна торгівля — 17,7 %, освіта, охорона здоров'я та соціальна допомога — 15,1 %.